# Josefikapelle (Gaishorn am See)

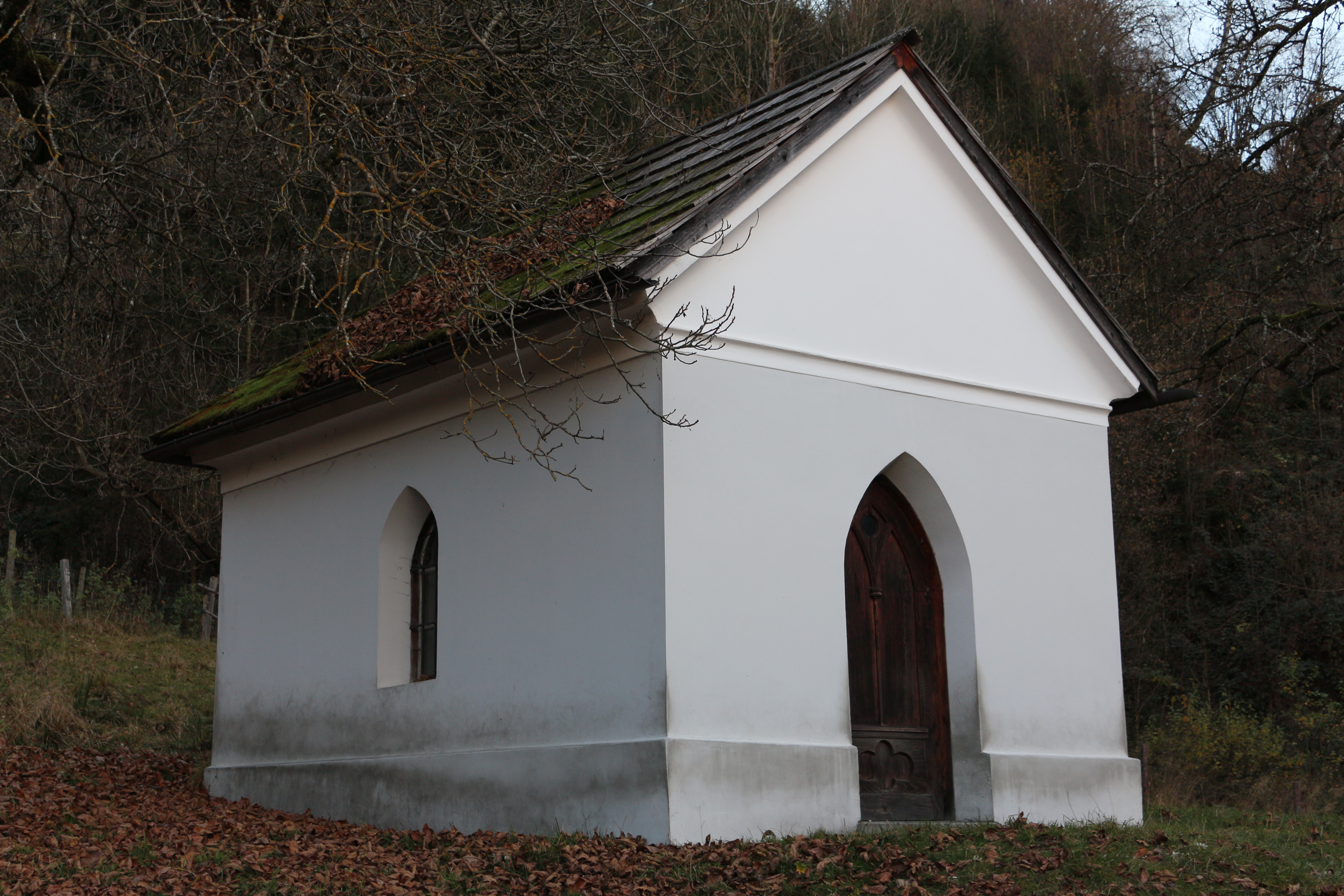
Die Josefikapelle im November 2016

Die Josefikapelle ist eine Flurkapelle und steht in der Marktgemeinde Gaishorn am See im Bezirk Liezen in der Steiermark. Sie liegt in unmittelbarer Nähe zur denkmalgeschützten Filialkirche hl. Virgil und steht selbst ebenfalls unter Denkmalschutz.

## Geschichte
Der Ursprung der Kapelle ist heute nicht mehr gänzlich nachvollziehbar, jedoch stammt der heutige Bau aus dem Jahre 1861. Damals wurde eine desolate hölzerne Votivkapelle an dieser Stelle durch diese Kapelle im neugotischen Stil ersetzt. Die Kapelle steht an einem versiegten Brunnen, dem heilkräftiges Wasser nachgesagt wird, und der den Namen Josefibründl trägt. Die in Waldnähe liegende Kapelle ist ausschließlich durch ein spitzbogiges hölzernes Südportal zugänglich und weist auf der östlichen wie westlichen Seite dem Portal angepasste spitzbogige Fenster auf. Bemerkenswert ist unter anderem die Form des mit Holzschindeln gedeckten Daches, das von der Vorderseite wie ein normales Satteldach wirkt, jedoch nach hinten abgeflacht zusammenläuft (einem Pultdach ähnelnd).